# Сорочень
Соро́чень — село в Україні, у Барашівській сільській територіальній громаді Звягельського району Житомирської області. Чисельність населення становить 157 осіб (2001).

## Історія
Колишня назва Сорочин, німецька колонія Барашівської волості Житомирського повіту Волинської губернії. Відстань від повітового міста 62 версти, від волості 13. Дворів 41, мешканців 232.
У селі у 1906—1910 роках збудована німецька церква.
У 1923—54 роках — адміністративний центр Сороченської сільської ради Барашівського району.
В період загострення сталінських репресій проти українського народу в 30-і роки минулого століття органами НКВС безпідставно було заарештовано та позбавлено волі на різні терміни 21 мешканців села, з яких 18 осіб розстріляно. Нині всі жертви тоталітарного режиму реабілітовані і їхні імена відомі.

## Відомі люди
- Гац-Скаківська Анеля — українська майстриня різьби по дереву.

## Галерея

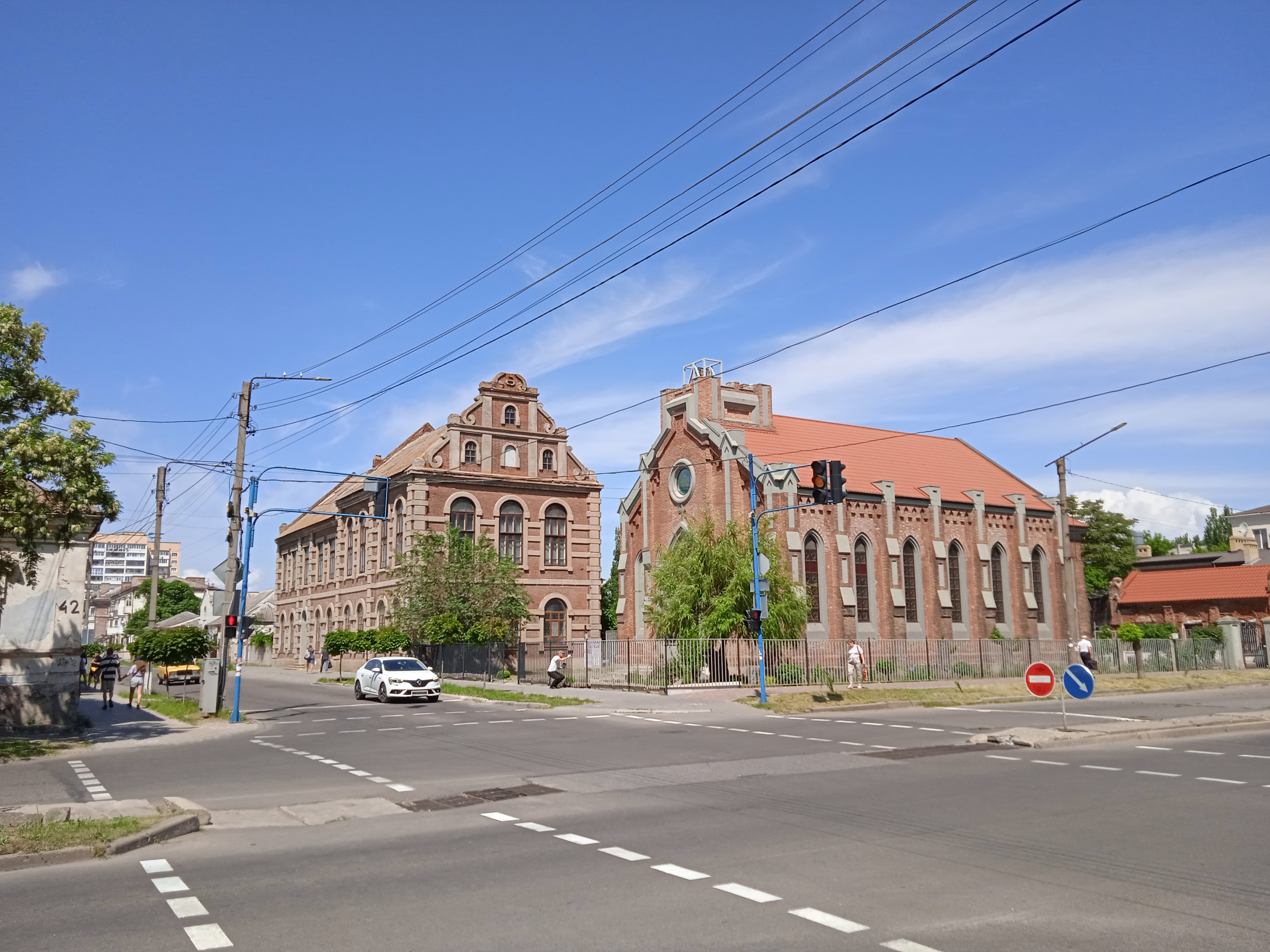
Німецька кірха
Німецька кірха в Сорочні
Внутришній вигляд кірхи
Підземний льох німецької кірхи в Сорочні
Німецьке кладовище в Сорочні